# Anthony Le Tallec
Anthony Le Tallec (* 3. Oktober 1984 in Hennebont, Département Morbihan) ist ein ehemaliger französischer Fußballspieler, der im offensiven Mittelfeld spielte.

## Karriere

### Vereinskarriere
Die Profikarriere des Bretonen begann 2002 bei dem Club Le Havre AC. 2003 wechselte er in die englische Premier League zum FC Liverpool, von wo er 2004 an die AS Saint-Étienne verliehen wurde und dann zur Rückrunde der Saison 2004/05 zurückkehrte. Im Juli 2005 wurde er abermals ausgeliehen, diesmal zum FC Sunderland. Dort spielte er ein Jahr, dann kam er 2006 zum FC Liverpool zurück. Im August 2006 lieh der französische Erstligist FC Sochaux den Mittelfeldspieler aus und sicherte sich dessen Dienste bis zum Sommer 2007. Anschließend wurde er an den UC Le Mans ausgeliehen, der ihn dann zur Saison 2008/09 fest unter Vertrag nahm. Zur Saison 2010/11 wechselte er zu AJ Auxerre. Von 2012 bis 2015 spielte er beim französischen Erstligisten FC Valenciennes. Es folgten weitere Stationen in Griechenland und Rumänien. Seit Januar 2018 spielt er bei US Orléans in der Ligue 2. Seine letzte Station war der FC Annecy, wo er nur noch Ergänzungsspieler war.

### Nationalmannschaft
Le Tallec spielte 34 mal in der französischen U-21-Nationalmannschaft und erzielte zwölf Tore.

## Titel und Erfolge
- Champions-League-Sieger: 2005
- Französischer Pokalsieger: 2007
- U-17-Fußballweltmeister: 2001